# NGC 932
NGC 932 è una galassia a spirale situata nella costellazione dell'Ariete, a una distanza di circa 185 milioni di anni luce dalla nostra Via Lattea.

## Scoperta
La galassia è stata scoperta il 29 novembre 1785 dall'astronomo britannico di origine tedesca William Herschel.

## Descrizione
NGC 932 ha una classe di luminosità I.

## Supernova
Il 2 ottobre 1992, all'interno di NGC 932 è stata scoperta la supernova SN 1992bf dall'astronomo statunitense Jean Mueller dell'Osservatorio Palomar. La supernova è stata classificata di tipo I.
Va notato che sia il sito Central Bureau for Astronomical Telegrams, che il sito ASTRONOMY SECTION ROCHESTER ACADEMY OF SCIENCE posizionano questa supernova in NGC 930, che però è un oggetto perduto a volte identificato con NGC 932 da alcune fonti. Le coordinate indicate in entrambi i siti (2h 27m 55s e 20° 19′ 45″) corrispondono a una regione di NGC 932.

## Gruppo di NGC 976
NGC 932 fa parte del Gruppo di NGC 976. Questo gruppo comprende almeno 12 galassie, undici delle quali sono descritte nell'articolo di Garcia del 1993. Si tratta di IC 1797, IC 1801, NGC 924, NGC 930 (in realtà NGC 932), NGC 935, NGC 938, NGC 976, UGC 1965, UGC 2032, UGC 2064 e MCG 3-7-13. Quattro di queste galassie sono incluse anche nell'articolo di Mahtessian del 1998. Si tratta di NGC 924, NGC 930 (=NGC 932), NGC 935 e NGC 938. La dodicesima galassia è NGC 992. Secondo Mahtessian, NGC 976 e NGC 992 formano una coppia di galassie. I dati confermano l'affermazione e pertanto NGC 992 è da includere nel Gruppo di NGC 976.